# Simone Segatori und Annette Sudol

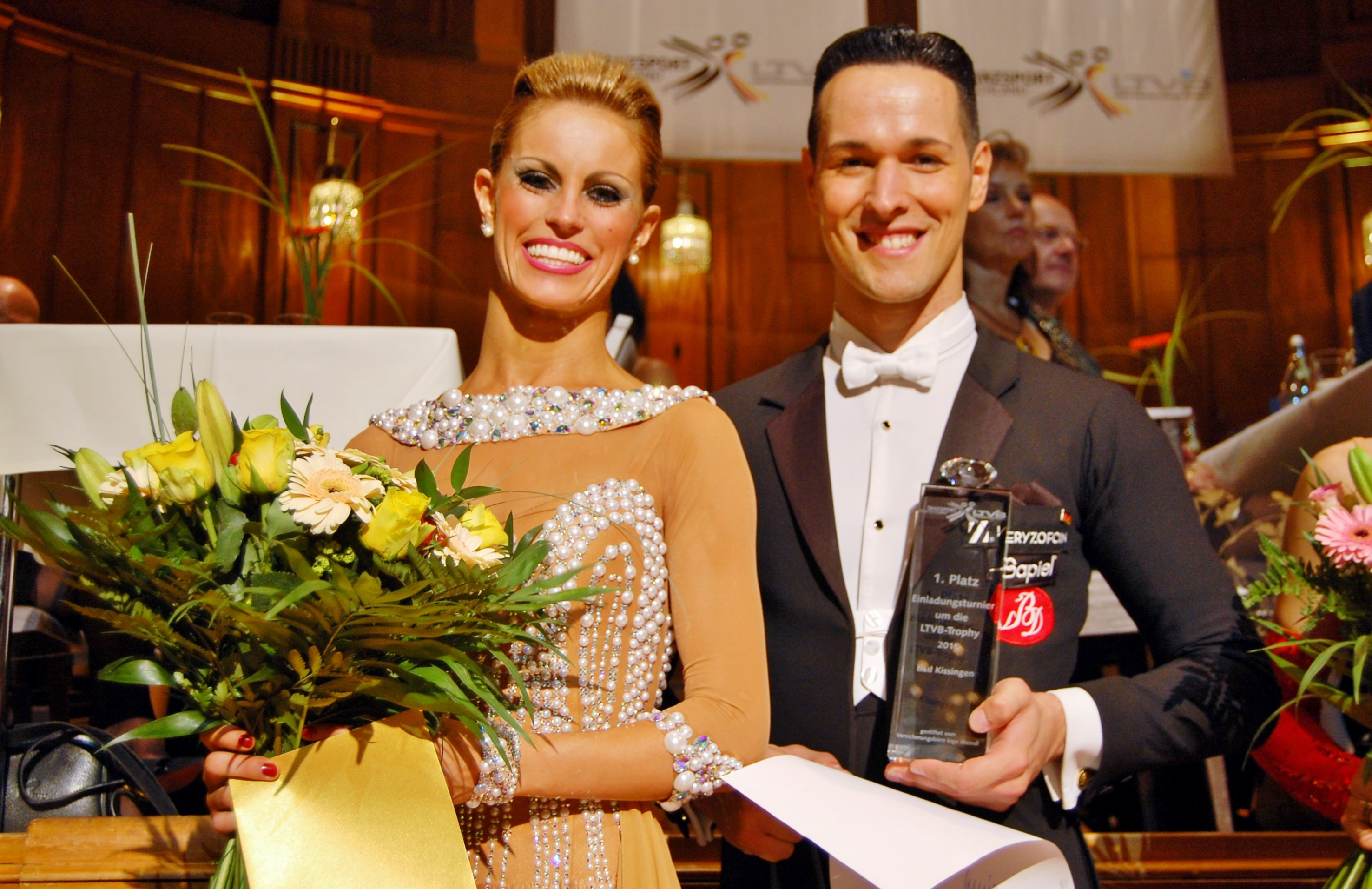
Simone Segatori und Annette Sudol, Sieger der LTVB-Trophy 2015 in Bad Kissingen

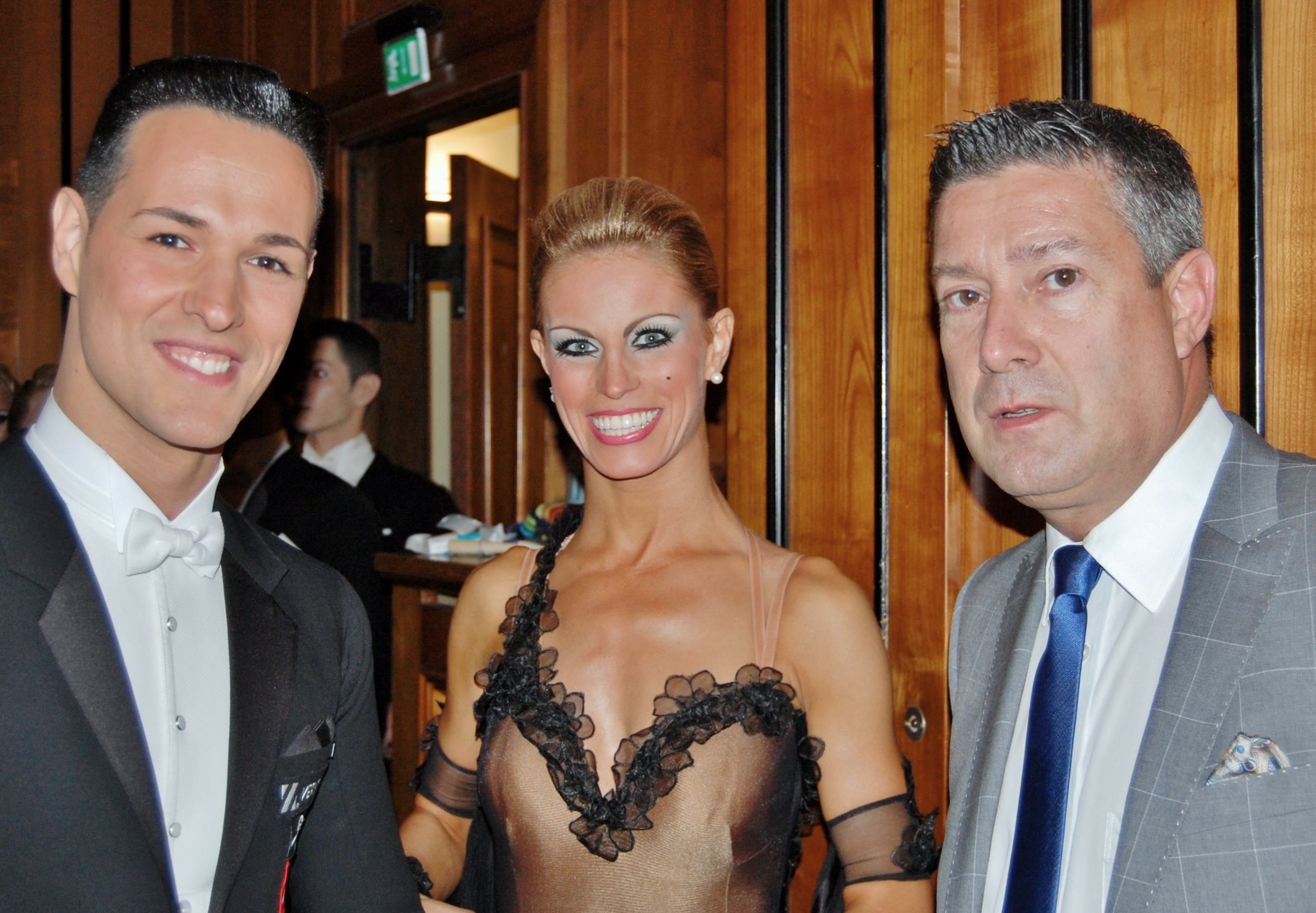
Simone Segatori und Annette Sudol im Gespräch mit Ex-Turniertänzer Joachim Llambi, bekannt als Juror in der TV-Sendung Let's Dance

Simone Segatori (* 1981 oder 1982) und Annette Sudol (* 1983 oder 1984) sind seit 2004 ein deutsches Tanzsportpaar in den Standardtänzen. Das Paar tanzt für den TSC Astoria Stuttgart. Gemeinsam konnten sie nationale und internationale Erfolge erreichen, darunter mehrere Weltmeisterschaftstitel. 
2011 wurden sie zur Wahl der Landessportler des Jahres in Rheinland-Pfalz nominiert. 2012 wechselten sie vom 1.TGC Redoute Koblenz u. Neuwied nach Stuttgart. 2013 wurden sie erstmals Deutsche Meister in den Standardtänzen. 2014 wurden sie Weltmeister in den Standardtänzen.
Am 3. November 2012 wurde ihnen im Rahmen der Deutschen Meisterschaft von DTV-Präsident Franz Allert die DTV Ehrenplakette verliehen, die höchste Auszeichnung im deutschen Tanzsport.
2006 wurde Simone Segatori bei den Deutschen Meisterschaften positiv getestet und wegen Dopings für drei Monate gesperrt. Er gab an, über ein Haarwuchsmittel nicht entsprechend von seinem Arzt aufgeklärt worden zu sein.
Annette Sudol und Simone Segatori erhielten am 3. November 2017 von Bundesinnenminister de Maiziere das von Bundespräsident Steinmeier verliehene Silberne Lorbeerblatt.

## Erfolge
Weltmeisterschaften:
- 2010: Bronzemedaille Amateure Standard (in Wetzlar, Deutschland)
- 2011: Weltmeister Amateure Standard Kür/Freestyle (in Peking, China)
- 2011: Bronzemedaille Amateure Standard (in Moskau, Russische Föderation)
- 2012: Weltmeister Amateure Standard Kür/Freestyle (in Peking, China)[5][6]
- 2012: Bronzemedaille Amateure Standard (in Melbourne, Australien)
- 2013: Weltmeister Amateure Standard Kür/Freestyle (in Peking, China)
- 2013: Vize-Weltmeister Amateure Standard (in Kiew, Ukraine)[7][8]
- 2014: Weltmeister Amateure Standard (in Wien, Österreich)

Europameisterschaften:
- 2011: Bronzemedaille Amateure Standard (in Kalisz, Polen)
- 2012: Bronzemedaille Amateure Standard (in Koblenz, Deutschland)
- 2013: Silbermedaille Amateure Standard (in Aarhus, Dänemark)
- 2014: Silbermedaille Amateure Standard (in Moskau, Russische Föderation)

Deutsche Meisterschaften:
- 2008: Vizemeister Amateure Standard (in Stuttgart)
- 2009: Vizemeister Amateure Standard (in Wetzlar)
- 2010: Vizemeister Amateure Standard (in Braunschweig)
- 2011: Vizemeister Amateure Standard (in Nürnberg)
- 2012: Vizemeister Amateure Standard (in Mülheim an der Ruhr)[9]
- 2013: Deutsche Meister Amateure Standard (in Unterschleißheim)
- 2014: Deutsche Meister Amateure Standard (in Mülheim/Ruhr)